# الاعتراف القانوني بالعلاقات المثلية في إيطاليا
اعترفت إيطاليا بالاتحادات المدنية المثلية (بالإيطالية: unione civile)‏  منذ 5 يونيو 2016، والتي توفر للشركاء المثليين معظم الحماية القانونية التي يتمتع بها المتزوجون. وقد وافق مجلس الشيوخ في 25 شباط/فبراير 2016 ومجلس النواب في 11 أيار/مايو 2016 على مشروع قانون يسمح بمثل هذه الاتحادات، فضلا عن الشراكات المسجلة المحايدة جنسانيا، ووقع عليه الرئيس الإيطالي في 20 أيار/مايو ليصبح قانونا. تم نشر القانون في الجريدة الرسمية الإيطالية في اليوم التالي دخل حيز التنفيذ في 5 يونيو. وقبل ذلك، قننت عدة مناطق قوانين جهوية تتعلق بالاتحادات المدنية المدنية، وأقرت بعض البلديات قوانين تنص على الاتحادات المدنية، رغم أن الحقوق التي تمنحها هذه الاتحادات المدنية تختلف من مكان لآخر.

## التاريخ
في عام 1986، أثارت «المجموعة الشيوعية النسائية البرلمانية» وأرتشيغاي (بالإيطالية: Arcigay)‏ (المنظمة الرئيسية لحقوق المثليين في إيطاليا) للمرة الأولى مسألة الاتحادات المدنية داخل البرلمان الإيطالي. قادت ذلك إرسيليا سالفاتو في مجلس الشيوخ الإيطالي ورومانو بيانكي وانغيلا بوتاري في مجلس النواب الإيطالي الذين حاولوا معا تقديم فكرة التشريع. في عام 1988، بعد الضغط من قبل منظمة أرتشيغاي، قدمت ألما كابييلو أغاتي (وهي محامية وبرلمانية اشتراكية أول مشروع قانون في البرلمان (PdL N. 2340، مشروع العائلة بحكم الواقع on the facto family، 12 فبراير 1988)، يدعو إلى الاعتراف بالمساكنة بين «الأشخاص». فشل مشروع القانون، لكن اقتراح كابيلو تلقى تغطية واسعة في الصحافة (حيث تحدث بعض الصحفيين عن زواج من الدرجة الثانية)، واعترفوا لأول مرة بإمكانية الاعتراف بالعلاقات المثلية.
خلال تسعينات القرن الماضي، تم عرض ورفض قوانين الاتحاد المدني بشكل منتظم في البرلمان، مدعومة بالمناقشات في البرلمان الأوروبي حول الحقوق المتساوية للمثليين جنسياً في الزواج والتبني.
خلال الدورة البرلمانية الثالثة عشرة، تم تقديم عشرة مشاريع قوانين على الأقل (بواسطة نيكي فيندولا، لويجي مانكوني، غلوريا بوفو، إرسيللا سالفاتو، غرازيانو سيوني، أنطونيو سودا، لوسيانا سبارباتي، أنطونيو ليزا، آنا ماريا دي لوكا، وماورو بيسان). لم يصل لأي من مشاريع القوانين هذه إلى المناقشة على أرضية مجلس النواب - لأسباب ليس أقلها التأثير الواضح والمعارضة الشديدة للتسلسل الهرمي الكاثوليكي الذي غالباً ما يتحدث عن قضايا سياسية ذات صدى أخلاقي.
في سبتمبر 2003، وافق البرلمان الأوروبي على قرار جديد بشأن حقوق الإنسان ضد التمييز على أساس التوجه الجنسي. وكان على كل دولة عضو أن تؤكد أنها ستعمل على إلغاء أي شكل من أشكال التمييز - التشريعي أو بحكم الواقع. خلال البرلمان الرابع عشر، ناقش فرانكو غريلني النشاط السياسي بقيادة المقترحات الخاصة بـتشريع مشابه لميثاق التضامن المدني ("PACS") التي وجدت دعمًا بين الأحزاب المختلفة.
عرض غريلني الإجراءات في البرلمان في 8 يوليو 2002 استناداً إلى تشريع موجود بالفعل في الدنمارك. ومع ذلك، فقد تم منح ميثاق التضامن المدني صدى خاص بعد تسجيل أليسيو دي غيورغي وكريستيان بيير بانيتشوتشي Alessio في 21 أكتوبر 2002 في السفارة الفرنسية في روما. في ذلك اليوم نفسه، قدم غرينلي مشروع القانون في البرلمان. ولكنه فشل في نهاية المطاف إذ تم دعمه من قبل 161 برلمانيًا فقط من يسار الوسط.

### حكومة برودي الثانية
خلال الحملة الانتخابية عام 2006، وعد زعيم المعارضة آنذاك، رومانو برودي، بمنح الاعتراف القانوني للشركاء بحكم الواقع إذا تم انتخابهم. فاز تحالف يسار الوسط الذي يقوده برودي بالسلطة وفي فبراير 2007 أقرت الحكومة مشروع قانون للاعتراف الشراكات المنزلية تحت اسم «قانون حقوق وواجبات المساكنة المستقرة» (بالإيطالية: DIritti e doveri delle persone stabilmente COnviventi)‏. اقترح مشروع القانون منح الشركاء غير المتزوجين، بما في ذلك الشركاء المثليين الاستحقاقات الصحية والاجتماعية، وتوفير الحق في الوراثة بعد أن يعيش الشريكان معاً لمدة تسع سنوات على الأقل. واجه مشروع القانون معارضة كبيرة من الكنيسة الكاثوليكية، ومعارضة في مجلس الشيوخ من أغلبية المعارضة اليمينية وحتى من عناصر معينة داخل ائتلاف برودي المتصدع. وعنت التأجيلات أنه لا يمكن لمشروع القانون أن يصل إلى أرضية البرلمان لإجراء تصويت قاطع.
وعقدت مظاهرة في روما في 10 مارس/آذار 2007 دعماً للتشريع ولتفادي تخلي برودي عنه. ولوح الآلاف من النشطاء بمنبهات في الهواء، مما يشير إلى أن الوقت قد حان لمثل هذا القانون. وشارك بعض المسؤولين الحكوميين (مثل وزيرة تكافؤ الفرص، باربرا بولاستريني، ووزير التضامن الاجتماعي، باولو فيريرو) في المظاهرة وانتقدهم برودي لاحقاً لمشاركتهم. بعد يومين، نظم مؤتمر الأساقفة الإيطاليين مظاهرة مضادة، أيضًا في روما. وتدعي مصادر الشرطة أن حوالي 800,000 شخص قد شارك في المظاهرة، بما في ذلك بعض وزراء الحكومة من الكاثوليكيين مثل كليمنتي ماستيلا وجوزيبي فيوروني. في 16 يونيو/حزيران، سجلت مسيرة فخر المثليين السنوية في روما رقما قياسيا في عدد المتظاهرين الذي بلغ حوالي 1,000000 متظاهر. تمتعت المسيرة بطابع سياسي قوي، حيث كانت كرد فعل للمظاهرات المعارضة لمشروع القانون.
في وقت لاحق من العام، تم دمج مشروع قانون DICO مع مقترحات الاتحاد المدني الأخرى، وناقشت اللجنة القضائية في مجلس الشيوخ مشروعًا جديدًا يعرف باسم «عقد الاتحادات الاجتماعية» (بالإيطالية: Contratto di Unione Solidale)‏. ولكن، في فبراير 2008، تم القيام انتخابات مبكرة، وبالتالي حل البرلمان الحالي، وتوقفت جميع التشريعات المعلقة في اللجنة.
تابع مخرجان إيطاليان، غوستاف هوفر ولوكا راغازي، المناقشة الكاملة ل«مشروع قانون حقوق وواجبات المساكنة المستقرة» وقدما فيلماً وثائقياً حائزا على عدة جوائز بعنوان «فجأة، في الشتاء الآخير» (بالإيطالية: Improvvisamente l'inverno scorso)‏.

### حكومة برلسكوني الرابعة
على الرغم من أنه تم انتخاب الأغلبية الحاكمة (حزب شعب الحرية - حزب رابطة الشمال) لحكومة برلسكوني في مايو 2008 دون الوعد بتحسين حقوق الشركاء المثليبن، حاول بعض أعضاء البرلمان من حزبه (مثل ريناتو برونيتا، وزيرة الابتكار والإدارة العامة، لوسيو باراني وفرانشيسكو دي لوكا) العمل باستقلالية وتقديم تشريعات إلى البرلمان. تم تقديم مشروع قانون خاص عضو يسمى «قانون الحقوق والواجبات المشتركة للشركاء المتساكنين» (بالإيطالية: DIritti e DOveri di REciprocità dei conviventi)‏ ولكنه لم ينجح. إذا تم تبنيه، فإنها سيكون فقط أقرب إلى «المساكنة غير المسجلة»، لأنها لا تنص على نظام التسجيل العام.

### حكومة مونتي
لم تسن حكومة مونتي أي تشريع يعترف قانونيا بالعلاقات المثلية. ومع ذلك، كان هناك عدد من التطورات الهامة في النظام القضائي الإيطالي. في عام 2009، رفع شريكان مثليان من البندقية دعوى قضائية ضد الإدارة المحلية لحرمانهم من الحصول على ترخيص الزواج. أحالت القضية من قبل محكمة البندقية إلى المحكمة الدستورية المعنية في نزاع محتمل بين القانون المدني (الذي لا يسمح بزواج المثليين) والمادتين 3 من الدستور الإيطالي (التي تحظر أي نوع من التمييز)، والمادة 29 (التي تنص على تعريف مغاير بين الجنسين في الزواج). حكمت المحكمة الدستورية في 14 أبريل 2010 بأن الحظر القانوني على زواج المثليين لم يكن انتهاكًا للدستور.
في يناير/كانون الثاني 2011، حكمت محكمة النقض ببطلان قرار من محكمة سفلى وعكسته ينص على أنه لا يُسمح لمواطن من مواطني الاتحاد الأوروبي متزوج من مواطن إيطالي مثلي بالبقاء في إيطاليا، لأنهم ليسوا عائلة وفقًا للقانون الإيطالي. قضت المحكمة العليا بأن القاضي الأدنى كان يجب أن يطبق التوجيه الأوروبي 2004/38 / EC بشأن حق مواطني الاتحاد في التحرك والإقامة بحرية داخل الدول الأعضاء.
في عام 2012، نظرت المحاكم في قضية زوجين مثليين مؤلف من رجل إيطالي تزوج من مواطن من الأوروغواي في إسبانيا. في حكم تاريخي، ذكرت محكمة النقض في 15 مارس/آذار أن "الأزواج النثلية لهم نفس الحق في الحياة الأسرية على أنهم أزواج مغايرون متزوجون"، مضيفًا أن "القضاء يجب أن يمنحهم نفس الحقوق القانونية التي يتمتعون بها". تحت الزواج على أساس كل حالة على حدة ". على الرغم من أن أحكام المحكمة ليست ملزمة خارج القضية التي تم البت فيها، إلا أن المحاكم الدنيا تجد هذه الأحكام مقنعة. في حين أن البرلمان لا يزال حرًا في تشريع الاتحادات المدنية من عدمها، فإن هذا الحكم يمهد الطريق لمثل هذه الاتحادات لتكون معادلة للزواج في كل شيء ما عدا الاسم وللقضاة للاعتراف بالحقوق الفردية للشركاء المتساكنين. حالات زواج المثليين التي يتم عقدها في الخارج تسمح للشريك من خارج الاتحاد الأوروبي بالحصول على تصريح إقامة دائمة في إيطاليا.
في أيار/مايو 2012، أصبح الحزب «إيطاليا ذي القيم» أول حزب سياسي يعلن أنه سيدفع من أجل زواج المثليين. وقال زعيم الحزب، أنطونيو دي بييترو، «حزبنا كان الأول في إيطاليا لمتابعة الرئيس الأمريكي باراك أوباما. نحن ندعو الأحزاب الإيطالية الأخرى لدعم زواج المثليين. ليس عليك أن تكون خجولًا، عليك أن تقول نعم».
في يوليو 2012، وافق الحزب الديمقراطي الإيطالي على برنامجه حول الحقوق المدنية، بما في ذلك الاعتراف القانوني بالعلاقات المثلية. حاول الجناح العلماني للحزب الحصول على تصويت على اقتراحه لزواج المثليين ولكن تم إيقافه من قبل مجلس الحقوق المدنية. في اليوم التالي، انتقد زعيم حركة النجوم الخمس، بيبي غريللو، الحدث وأعلن دعمه لزواج المثليين.

### حكومة ليتا
في 28 أبريل 2013، تم تشكيل حكومة ليتا، وهي حكومة ائتلافية كبيرة، من قبل بعض الأعضاء من الحزب الديمقراطي الإيطالي وحزب شعب الحرية وحزب الاختيار المدني. تعهد الحزب الديمقراطي وحزب حرية البيئة اليساري فقط بدعم الاعتراف القانون بالعلاقات المثلية خلال الحملة السياسية.
في 14 مايو 2013، قام البرلمان الإيطالي بتوسيع مزايا الرعاية الصحية للشركاء المثليين لأعضاء البرلمان. كانت هذه القاعدة سارية بالفعل بالنسبة للشركاء المغايرين منذ عقود. في نفس الشهر، قام قاض إيطالي بتسجيل شراكة مدنية إنجليزية تم عقدها بين زوجين من الرجال الإيطاليين. وقع التسجيل في ميلانو وتم تسجيل الشريكين في سجل الاتحاد المدني المحلي المعتمد في عام 2012.
ثم أعلنت وزيرة المساواة، جوزيفا إيدم (عن الحزب الديمقراطي)، أنها ستقدم مشروع قانون برلماني يعترف بحقوق الاتحاد المدني والمساكنة غير المسجلة للشركاء المثليين. في يونيو، بدأت لجنة العدل في مجلس الشيوخ الإيطالي دراسة العديد من مشاريع القوانين المتعلقة بالاعتراف القانوني بالعلاقات المثلية. تم التخطيط لثلاثة مشاريع قوانين (S.15 و S.204 و S.393) للسماح للشراكاء المثليين بالزواج، أما الثلاثة الآخرون (S.197 و S.239 و S.314) فسوف تسمح لهم (و للأزواج المغتيرين) بتسجيل شراكتهم كمتساكنين.

### حكومة رينزي
في 15 ديسمبر 2013، أعلن زعيم الحزب الديمقراطي المنتخب حديثًا، ماتيو رينزي، أن الحزب سيعمل على الاعتراف القانوني بالعلاقات المثلية. خلال الحملة السياسية لانتخاب سكرتير الحزب الجديد، حدد رينزي الحل الذي سبق استخدامه في المملكة المتحدة والمعروفة باسم الشراكات المدنية (على الرغم من أن بريطانيا قننت في وقت لاحق زواج المثليين في عام 2014). وفي وقت لاحق، أصبح رينزي رئيس الوزراء الإيطالي في فبراير 2014. وضغط السياسيون الإيطاليون البارزون مثل رئيس بلدية روما، إيغنازيو مارينو، ورئيس بلدية ميلانو، جوليانو بيسابيا ورئيس بلدية بولونيا، فيرجينو ميرولا، من أجل تمرير هذا التشريع بشكل عاجل.
خطط رينزي في البداية للمناقشة في سبتمبر 2014، ودون استخدام مرسوم حكومي، أو اقتراح ثقة، الذي من شأنه تسريع النقاش. كان مشروع القانون تحت إشراف لجنة العدل في مجلس الشيوخ وتأخر عدة مرات بسبب تعديل أحزاب يمين الوسط. وكان مشروع القانون يضمن نفس المزايا المخصصة للزواج، ولكنه كان متاحًا للشركاء المثليين فقط. وعلاوة على ذلك، تم إدراج تبني أحد الشريكين للطفل البيولوجي للشريك المثلي في حين لم يتم إدراج التبني المشترك، استنادا إلى الألماني لشراكات الحياة المسجلة. كان مشروع القانون مدعوما من قبل أغلبية كبيرة: الحزب الديمقراطي، وحركة الخمس نجوم، ونصف أعضاء «حزب فورزا إيطاليا»، وحزب حرية البيئة اليساري. عارض بعض النواب تبني أحد الشريكين للطفل البيولوجي للشريك الآخر، بينما طالب آخرون بزواج المثليين.
في 9 فبراير/شباط 2015، أيدت محكمة النقض العليا حكم المحكمة الدستورية لعام 2010، قائلةً أن فتح الزواج للشركاء المثليين ليس غير دستوري، وبأنه ليس حقًا دستوريًا تشريع، ولكن قرارًا يتخذه البرلمان فقط، وكذلك تقديم الاتحادات المدنية أو الشراكات المدنية. ولما كانت المحكمة الدستورية قد أعدت تفسيرها الخاص للدستور، فإن المحكمة العليا لم تستطع طرح مسائل دستورية في هذا الشأن.
وفي 10 حزيران/يونيو 2015، أقر مجلس النواب، اقتراحا يجبر الحكومة على الموافقة على مشروع قانون يتعلق بالاتحادات المدنية بين الشركاء المثليين. قدمت جميع الأحزاب الرئيسية اقتراحات مختلفة، ورُفضت جميعها باستثناء اقتراح الحزب الديمقراطي. قبل بضعة أيام فقط، مرر البرلمان الأوروبي اقتراحًا يطلب فيه من أعضاء الاتحاد الأوروبي الاعتراف القانوني بالعلاقات المثلية والعائلات المثلية؛ ومع ذلك، لم يكن للاقتراح أي تأثير قانوني.
في 21 يوليو 2015، حكمت المحكمة الأوروبية لحقوق الإنسان، في قضية أولياري وآخرين ضد إيطاليا، بأن إيطاليا انتهكت الاتفاقية الأوروبية لحقوق الإنسان من خلال عدم الاعتراف بحق الشركاء المثليين في الحياة الأسرية.
وفي 7 تشرين الأول/أكتوبر 2015، قدم مشروع قانون إلى البرلمان لإنشاء اتحادات مدنية مثلية واتفاقات مساكنة محايدة جنسانيا. وتمت القراءة الأولى له في مجلس الشيوخ في 14 أكتوبر 2015. على الرغم من أن سيلفيو برلسكوني، زعيم حزب فورزا إيطاليا المعارض، أعلن دعمه لكل من الاعتراف القانوني بالعلاقات المثلية وتبني أحد الشريكين للكفل البيولوجي للشريك الآخر، فإن العديد من أعضاء حزبه انتقدوا أو عارضوا مشروع القانون. ومع ذلك، على الرغم من وجود تصويت حر، أراد رينزي الموافقة على مشروع القانون في أقرب وقت ممكن.
في 25 فبراير 2016، وافق مجلس الشيوخ الإيطالي على مشروع القانون في تصويت 173 صوتا لصالحه مقابل 71 صوتا ضده (173-71). يوفر القانون للشركاء المثليين معظم حقوق الزواج ما عدا الأبوة (تبني أحد الشريكين للطفل البيولوجي للشريك الآخر أو التبني المشترك) والحقوق الإنجابية (التلقيح الصناعي للشريكات المثليات). تم تمرير مشروع القانون إلى مجلس النواب حيث كان من المتوقع إجراء تصويت في موعد لا يتجاوز منتصف شهر مايو. في 8 مارس، بدأت لجنة العدل التابعة لمجلس النواب مناقشة مشروع القانون. خلال الجلسة الليليّة من 19 إلى 20 نيسان، أرسلت اللجنة مشروع القانون إلى النقاش العام. وفي 27 نيسان/أبريل، قرر المتحدثون باسم الأحزاب بدء المناقشة في 9 أيار/مايو وإنهائها في 12 أيار/مايو. وفي 11 أيار/مايو، وافق مجلس النواب على مشروع القانون بأغلبية 372 صوتا لصالحه مقابل 51 صوتا ضد، مع امتناع 99 عضوا عن التصويت (372-51-99). وبعد ذلك، وقع عليه الرئيس سيرجيو ماتاريلا في 20 أيار/مايو، وتم نشره في الجريدة الرسمية في 21 مايو ودخل حيز التنفيذ في 5 يونيو 2016. في 21 يوليو، وافق مجلس الدولة الإيطالي على مرسوم حكومي يقضي بإنشاء سجلات الاتحادات المدنية في جميع أنحاء البلاد، مما يسمح بتسجيل أولى الاتحادات المدنية في إيطاليا في الأيام القادمة. في 24 يوليو، دخل أول زوجين مثليين في اتحاد مدني، في كاستيل سان بييترو تيرمي، بالقرب من بولونيا.
أعلن المعارضون أنهم سيدفعون لإجراء استفتاء لإلغاء قانون النقابات المدنية.

## زواج المثليين والاعتراف بالزواج المنعقد في الخارج
في 9 أبريل 2014، أمرت المحكمة المدنية في غروسيتو بالاعتراف بزواج المثليين في الخارج في البلدية. ثم تم إلغاء الأمر من قبل محكمة الاستئناف في فلورنسا. وأعقب غروسيتو كل من مدن بولونيا، نابولي وفانو في يوليو عام 2014، امبولي، بوردينوني، أوديني وترييستي في سبتمبر عام 2014، وفلورنسا، بيومبينو، ميلان، روما وليفورنو في أكتوبر 2014.
في عام 2014، أمر وزير الداخلية الإيطالي أنجيلينو ألفانو جميع المحافظين بإلغاء جميع التسجيلات التي أدلى بها رؤساء البلديات الذين يعترفون بزواج المثليين الذي تم عقده في الخارج، بحجة أن القانون المدني الإيطالي لا يشير إلى زواج المثليين وبالتالي فإن أي محاولة للاعتراف به غير شرعية. وقد تم استخدام النظام القانوني بالفعل لمنع بعض رؤساء البلديات من الاعتراف بالأزواج المثلية، ولكن في نهاية المطاف رفضت جميع هذه الحالات من قبل المحاكم بعد الإخفاق في تحديد جريمة معينة. في الواقع، حكم المدعي العام في مدينة أوديني أن المحافظ قد لا يبطل حالات الزواج التي يوافق عليها رؤساء البلديات، وبالتالي يلغي فعليًا الأمر الصادر عن ألفانو. في 9 مارس 2015، علقت المحكمة الإدارية الإقليمية في لاتسيو الأمر الذي أصدرته ألفانو لأن المحاكم المدنية فقط، وليس أي محافظة، قد تلغي تسجيل حالات زواح المثليين المنعقد في الخارج. ومع ذلك، وجدت المحكمة أيضًا أنه لا يمكن الاعتراف بحالات الزواح الخارجية في إيطاليا بسبب نقص التشريعات المحلية.
بعد ذلك ناشد ألفانو مجلس الدولة، أعلى محكمة إدارية في إيطاليا. في أكتوبر 2015، نقضت المحكمة الحكم؛ وحكمت بأنه من ضمن دور المحافظات ضمان أن جميع الأفعال العامة قانونية. وبالتالي، لا يمكن الاعتراف بجميع حالات زواج المثليين المنعقدة في الخارج والمسجلة في إيطاليا وبأنه يجب إلغاؤها. اشتكى الناشطون في مجال حقوق المثليين من أن كارلو ديوداتو، عضو مجلس الدولة الذي صاغ الحكم، يعرّف نفسه بأنه «كاثوليكي، متزوج وأب لطفلين»، وقد عبر بالفعل عن رفضه لزواج المثليين عبر تويتر وبالتالي لا يمكن اعتباره محايدا. ووعدوا بتقديم استئناف إلى المحكمة الأوروبية لحقوق الإنسان إذا لزم الأمر بسبب انتهاك الدستور الإيطالي.
في 31 يناير 2017، حكمت المحكمة العليا الإيطالية بأن زواج المثليين، الذي جرى بين امرأتين وأقيم في فرنسا، يجب الاعتراف به في إيطاليا. ورفضت المحكمة الاستماع إلى قضية رئيس بلدية مدينة سانتو ستيفانو ديل سول الصغيرة، التي كانت تحاول الطعن في حكم سابق صدر من محكمة الاستئناف في نابولي، حيث تم الاعتراف رسميا بالزواج. ولدى إحدى الامرأتين الحق في المطالبة بالجنسية الإيطالية عن طريق حق الدم. وهكذا، كان يُنظر إلى رفض الاعتراف بالاتحاد على أنه انتهاك مباشر ل«ميثاق الحقوق الأساسية للاتحاد الأوروبي»، للحقوق الأساسية للمواطنين الأوروبيين، من حق حرية التنقل للمواطنين في جميع أنحاء الدول الأعضاء، وأخيرا، من أساس عدم التمييز.
في 14 ديسمبر 2017، حكمت المحكمة الأوروبية لحقوق الإنسان بأن رفض إيطاليا الاعتراف قانونيا بزواج الأزواج المثليين المتزوجين في الخارج ينتهك حقوق الزوجين في احترام الحياة الخاصة والعائلية. وقد سعى الأزواج الستة (الذين تزوج 3 منهم في كندا واثنان في هولندا وواحد في كاليفورنيا) إلى تسجيل حالات زواجهم في إيطاليا، لكن المسؤولين الإيطاليين رفضوا ذلك، نقلاً عن أمر أصدرته وزارة الداخلية في عام 2001، بأن زواج المثليين «مخالف لمعايير النظام العام». كما أمرت المحكمة إيطاليا بدفع تعويض نقدي للأزواج.
ولكن، في مايو 2018، قضت محكمة النقض الإيطالية بعدم جواز الاعتراف بزواج المثليين التي تتم في الخارج في إيطاليا. بدلاً من ذلك، يجب على الأزواج تسجيل شراكاتهم كاتحادات مدنية، بغض النظر عما إذا كانوا قد تزوجوا قبل أو بعد أن قنّنت إيطاليا اتحادات مدنية في عام 2016. وهذا الحكم هو الحكم النهائي على استئناف قدمه زوجان إيطالي-برازيلي تزوجا في البرازيل في عام 2012، ثم وتزوجا مرة أخرى في البرتغال في عام 2013. سعى الزوجان إلى الاعتراف بزواجهما بموجب القانون الإيطالي في ميلانو ولكن تم رفضهم، مما دفعهم إلى الطعن القانوني الذي وصل إلى أعلى محكمة في إيطاليا. وافق القضاة على حكم سابق لمحكمة الاستئناف في القضية، والذي ينص على أن القانون الإيطالي لا يعترف بالعلاقات المثلية إلا كاتحادلت مدنية. جادل الزوجان الإيطالي-البرازيلي بأن هذه الخطوة تشكل «تخفيضًا» تمييزيًا لحالة علاقتهما. ومع ذلك، قضت محكمة النقض بأن الاتحادات المدنية توفر معظم الحماية القانونية ذاتها التي يوفرها الزواج، وبالتالي لا يمكن اعتبارها تمييزًا. صرح القضاة أن «زواج المثليين لا يتوافق مع نموذج الزواج الموضح في نظامنا القانوني»، قائلين إن إيطاليا قد تستخدم بشكل شرعي «تقديرها التشريعي» لاستبعاد الأزواج واشركاء المثليين طالما هناك بديل قانوني عن زواج المثليين.

## إحصائيات
من يوليو 2016 إلى أواخر أغسطس 2016، تم إجراء 12 اتحادات مدنية مثلية في إيطاليا. أقامت تورين اتحادًا مدنيًا واحدًا، مع تنظيم 50 احتفالية أخرى في الأشهر المقبلة. في ميلانو، تم إجراء 6 اتحادات مدنية مع 220 أخرى تم التخطيط لها. وقع اتحادان مدنيان في فلورنسا واتحاد واحد في نابولي. لم تكن هناك أي اتحادات مدنية في روما في تلك الفترة، ولكن تبعت 111 احتفالية بالاتحاد المدني في الأشهر القادمة، منها 109 بين الشركاء المثليين. تم إجراء أول اتحاد مدني في روما في 17 سبتمبر 2016.
بحلول مارس 2017، تم إجراء 2,802 اتحاد مدني في إيطاليا. ومن بين هؤلاء، تم الاحتفال بـ 2,433 في عام 2016. وكانت المدينة التي شهدت معظم الاتحادات هي ميلانو ب354، تليها روما (331)، وتورينو (174)، وفلورنسا (123)، وبولونيا (98)، وجنوة (85)، ونابولي (69)، وباليرمو (36) وباري (25). حسب المحافظات، تم الاحتفال بأكبر عدد من الاتحادات المدنية (تنازليا) في لومباردي (669)، لاتسيو (376)، إميليا-رومانيا (307)، توسكانا (293)، بيدمونت (291)، فينيتو (210)، ليغوريا (145)، كامبانيا (105)، صقلية (75)، بوليا (59)، ماركي (54)، فريولي فينيتسيا جوليا (49)، ترينتينو ألتو أديجي (47)، سردينيا (42)، أومبريا (36)، أبروزو (27)، كالابريا (8)، وادي أوستا (6)، بازيليكاتا (2) وموليزي (1).
تم تسجيل 8,506 اتحادا مدنيا مثليا بحلول نهاية ديسمبر 2017. ويمثل الشركاء من الذكور حوالي 75% من الشركاء المثليين الذين دخلوا في الاتحادات المدنية.
في يونيو 2019، أي بعد 3 سنوات من دخول قانون الاتحاد المدني حيز التنفيذ، أعلنت وزارة الداخلية الإيطالية أنه تم الاحتفال بـ 10,877 اتحاد مدني مثلي في إيطاليا بين 5 يونيو 2016 و 31 ديسمبر 2018. وأظهرت البيانات أنه في عام 2016 بلغ مجموع الاتحادات 2,433 اتحاد، وفي عام 2017 بلغ مجموع الاتحادات 6,073 اتحادا، وفي عام 2018 بلغ مجموع الاتحادات 2,371 اتحادا. في عام 2018، حسب المنطقة، تم تنفيذ معظم الاتحادات المدنية في لومباردي (499)، لاتسيو (352)، إميليا-رومانيا (257)، توسكانا (256)، بيدمونت (222)، فينيتو (208)، صقلية (108)، كامبانيا (104)، ليغوريا (76)، بوليا (70)، سردينيا (49)، فريولي فينيتسيا جوليا (41)، أومبريا (37)، ترينتينو ألتو أديجي (36)، ماركي (26)، أبروزو (13)، وادي أوستا (6)، كالابريا (5)، بازيليكاتا (4) وموليزي (2).

## وجهات نظر الكنائس

### الكنيسة الكاثوليكية
تعتبر الكنيسة الكاثوليكية الرومانية أكبر طائفة مسيحية وأكثرها نفوذاً في إيطاليا. وهي تعارض أي اعتراف قانوني بالعلاقات المثلية، وقد عمدت مراراً وتكراراً إلى منع إدخال مثل هذه التشريعات المدنية. ومع ذلك، كان هناك خلاف عام حول القضايا بين كبار الشخصيات.
في عام 2007، قارن أنجيلو بانياسكو (رئيس أساقفة جنوا ورئيس مؤتمر الأسقف الإيطالي) فكرة الاعتراف بالاتحادات المثلية مباشرة مع الاعتراف الرسمي بزنا المحارم وبولع بالأطفال. وقد أدان لاحقا الحكم الذي أصدرته محاكم توسكان في عام 2014، والذي اعترف لأول مرة في إيطاليا بزواج زوجين مثليين تزوجا في نيويورك. كما وصف الاتحادات المدنية المثلية وزواج المثليين بـ «حصان طروادة» الذي يضعف مؤسسة العائلة.
في كتابه «للاعتراف والمعرفة» (بالإيطالية: Credere e conoscere)‏، الذي نُشِر قبل وفاته بوقت قصير في عام 2012، قام الكاردينال كارلو ماريا مارتيني، رئيس أساقفة ميلانو السابق، بإبداء عدم موافقته على معارضة الكاثوليك للاتحادات المدنية المثلية: «أنا لا أوافق على مواقف هؤلاء في الكنيسة». وكتب يقول: «هذا الأمر يتعلق بالاتحادات المدنية». «ليس سيئاً، بدلاً من ممارسة الجنس غير الرسمي بين الرجال، أن يتمتع شخصان باستقرار معين»، وقال إن «الدولة يمكن أن تعترف بهما». على الرغم من أنه أعلن اعتقاده بأن «الشريكين المثليين، على هذا النحو ، لا يمكن أبدا أن يكونا مساويين تماما للمتزوجين».

### الكنائس الأخرى
أصبحت كنائس اتحاد الميثودية والولدانية أول طائفة مسيحية الإيطالية تسمح بمباركة العلاقات المثلية في عام 2010. وتسمح الكنيسة الإنجيلية اللوثرية في إيطاليا بمباركة العلاقات المثلية منذ عام 2011.

## الرأي العام
أثناء احتجاج في 13 يناير/كانون الثاني 2007، احتج 50,000 ناشطا في مجال حقوق المثليين، وفقا للشرطة، في ميلانو للمطالبة
بإنشاء قانون جديد ينظم الاتحادات المثلية.
ووفقًا لاستطلاع للرأي أجري في فبراير 2007، أيد 67% من الكاثوليك الإيطاليين مشروع القانون الذي اقترحه تحالف برودي، وقال 80% من الإيطاليين إنهم يؤيدون القانون. من ناحية أخرى، أظهر استطلاع يوروباروميتر لخريف عام 2006 أن 31% فقط من الإيطاليين اعتقدوا أنه ينبغي السماح بزواج المثليين في جميع أنحاء أوروبا وكان 24% يؤيدون تبني المثليين للأطفال. وكان هذا أقل من متوسط الاتحاد الأوروبي البالغ 44% و 32% على التوالي.
أظهر استطلاع للرأي أجرته مؤسسة إيرسبس في أوائل عام 2009 أن 40.4% من الإيطاليين يؤيدون زواج المثليين المدني، في حين أن 18.5% يؤيدون الاتحادات المدنية ولكن ليس الزواج. وبالتالي، أيد 58.9% من المستجيبين شكلاً من أشكال الاعتراف القانوني بالعلاقات المثلية. كانت المنطقة الوحيدة التي دعم فيها الأغلبية زواج المثليين في الشمال الغربي (بييمونتي وليغوريا، حيث كانت 54.8% في صالحه). ومع ذلك، ففي معظم المناطق الإيطالية باستثناء صقلية، دعمت الأغلبية شكلاً من أشكال الاعتراف القانوني بالعلاقات المثلية. من بين أولئك الذين اعتبروا أنفسهم في اليسار السياسي، أيد 66.5% زواج المثليين. تكرر نفس الاستطلاع في يناير/كانون الثاتي 2010: دعم 41.0 من المستطلعين زواج المثليين، ودعم 20.4% ممهم الاتحادات المدنية. وهكذا، ارتفع الدعم لشكل من أشكال الاعتراف القانوني بالعلاقات المثلية إلى 61.4%.
بمناسبة اليوم العالمي لمناهضة رهاب المثلية في 17 مايو 2012، أصدر المكتب الوطني للإحصاء تقريرا رسميا بتكليف من الحكومة حول المواقف تجاه المثلية الجنسية بين السكان الإيطاليين. وجد الاستطلاع الذي أجري في عام 2011 أن 62.8% من المستجوبين كانوا يؤيدون الاتحادات المدنية بنفس حقوق الزواج. وارتفع عدد الذين اتفقوا مع زواج المثليين إلى 43.9%، وكان وسط إيطاليا (52.6%)، و18-34 سنة (53.4%)، والنساء (47%) الأكثر تفضيلاً بين الفئات الجغرافية والعمر والجنس. والأهم، أن كل منطقة دعمت الاتحادات المدنية، حيث كان الدعم أعلى في وسط إيطاليا (72.2%) وأدناها في الجنوب (51.2%).
أظهر استطلاع للرأي أجرته مؤسسة إيبسوس في مايو 2013 أن 48% من المستجيبين يؤيدون زواج المثليين وأن 31% منهم يؤيدون أشكال أخرى من الاعتراف القانوني بالعلاقات المثلية.
وفقاً لاستطلاع أجرته مؤسسة «إيفوب»، في مايو 2013، أن 42% من الإيطاليين يؤيدون السماح للشركاء المثليين بالزواج وتبني الأطفال.
وجد استطلاع أجرته مؤسسة ديموس في أكتوبر 2014 أن 55% من المستجيبين كانوا يؤيدون زواج المثليين بينما كان 42% منهم ضده.
وجد «يوروباروميتر» في عام 2015 أن 55% من الإيطاليين يعتقدون أنه يجب السماح بزواج المثليين في جميع أنحاء أوروبا، بينما كان 35% منهم ضد ذلك.
في يناير 2016، أظهر استطلاع للرأي أن 46% يؤيدون و 40% يعارضون الاتحادات المدنية للشركاء المثليين. فيما يتعلق بزواج المثليين، كان 38% يؤيدونه و 55% يعارضونه. وكان 85% من الذين شملهم الاستطلاع ضد تبني المثليين للأطفال.
في شباط/فبراير 2016، أي بعد أيام من موافقة مجلس الشيوخ على مشروع قانون الاتحاد المدني، أظهر استطلاع جديد مرة أخرى وجود أغلبية كبيرة لصالح الاتحادات المدنية (69%)، أغلبية للزواج من نفس الجنس (56%)، لكن لا يزال هناك أقلية تدعم تبني أحد الشريكين للطفل البيولوجي للشريك الآخر (37%).
أظهر استطلاع أجراه مركز بيو للأبحاث خلال الفترة الممتدة ما بين أبريل وأغسطس من عام 2017 ونُشِرَ في مايو 2018، أن 59% من الإيطاليين يؤيدون زواج المثليين، ونسبة 38% يعارضونه و 3% لا يعرفون أو يرفضون الإجابة. وعند تقسيم ممن شملهم الاستطلاع تبعاً للدين؛ فإن نسب تأيد حق زواج المثليين توزعت بنسبة 83% من الأشخاص الغير مرتبطين بأي دين، و 70% من المسيحيين الغير ممارسين للشعائر الدينية و 44% من المسيحيين المرتادين للكنائس. كانت نسبة معارضة زواج المثليين 27% فقط من قبل من هم في الفئة العمرية مابين 18-34.
في عام 2019، أظهر استطلاع أجرته يوريسبس أن 51% من الإيطاليين يؤيدون
تشريع زواج المثليين. وكانت نسبة تأييد تبني المثليين للأطفال بنسبة 31.1%، في حين كانت نسبة 68.9% ضده. وفقًا لاستطلاع الرأي الذي أجراه إبسوس في مايو 2019، كان 58٪ من الإيطاليين يفضلون الزواج المثلي. 
| دعم الإيطاليين لحقوق المثليين            | 2009  | 2010  | 2012  | 2013 | 2014 | 2016 | 2017 | 2018 |
| دعم الإيطاليين لحقوق المثليين            | نعم   | نعم   | نعم   | نعم  | نعم  | نعم  | نعم  | نعم  |
| ---------------------------------------- | ----- | ----- | ----- | ---- | ---- | ---- | ---- | ---- |
| الاعتراف القانوني بالعلاقات المثلية      | 58.9% | 61.4% | 62.8% | 79%  | -    | 69%  | -    | 66%  |
| زواج المثليين                            | 40.4% | 41%   | 43.9% | 48%  | 55%  | 56%  | 59%  | 58%  |
| الاتحادات المدنية ولكن ليس زواج المثليين | 18.5% | 20.4% | 18.9% | 31%  | -    | 13%  | -    | 8%   |

## سجلات الاتحاد المدني المحلية ومبادرات محلية أخرى
بحلول أوائل عام 2016، قامت أكثر من 320 بلدية ومدينة في جميع أنحاء إيطاليا بإدخال سجلات الاتحاد المدني (بالإيطالية: registro delle unioni civili)‏ التي تعترف رسميًا بالشركاء المثليين. لدى هذه السجلات في الغالب قيمة رمزية وليست ملزمة قانونًا، على الرغم من أنها في بعض الحالات تقدم منافع محلية محدودة للغاية. تشمل المدن الكبرى التي تقدم سجلات الاتحاد المدنية روما، بولونيا، بادوا، فلورنسا، بيزا، بولزانو، باليرمو، نابولي، ميلانو، جنوة، باري، كاتانيا، بريشيا وتورينو.

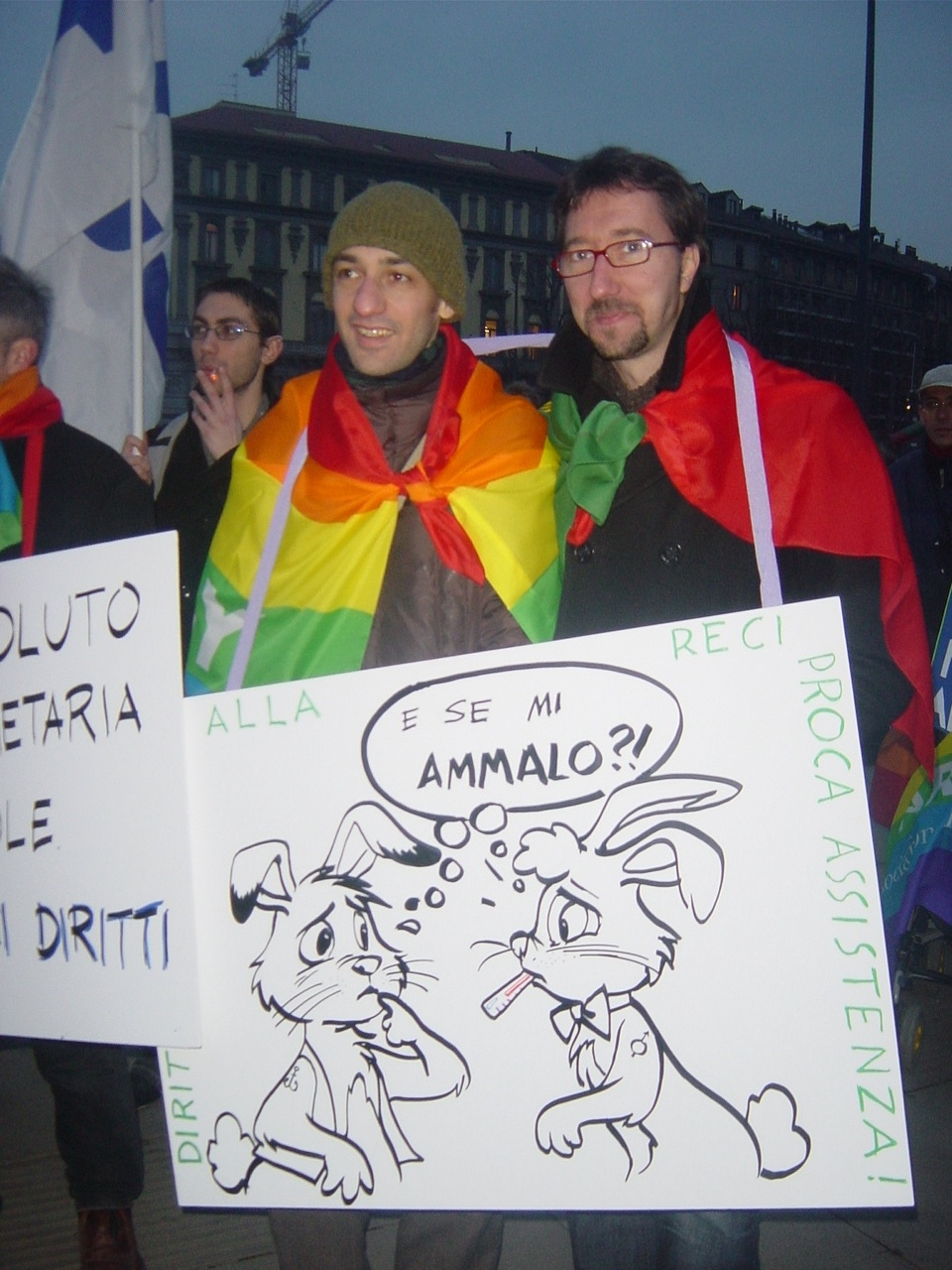
تظاهرة مساندة لتشريع ميثاق التضامن المدني على المثال الفرنسي في 2006. ويقول الكرتون: «ماذا إن مرضت؟»

في يوليو 2012، وعد العمدة جوليانو بيسابيا بتقديم سجل رسمي الاتحادات المدنية المثلية لمدينة ميلان، أكبر مدينة في شمال إيطاليا، والتي سيتم تصميمها لتوفير بعض الحماية القانونية للشركاء المثليين الذين يعيشون معا، ولكن هذه لن تكون معادلة لحقوق الزواج. ورد متحدث باسم أبرشية الروم الكاثوليك في ميلانو بحجة أنه «هناك خطر من أن إعطاء مكانة متساوية للعائلات القائمة على الزواج مع تلك التي تأسست على الاتحادات المدنية سيضفي الشرعية على تعدد الزوجات». في 27 يوليو 2012، وافق مجلس المدينة على السجل في تصويت 29 صوتا لصالح مقابل 7 أصوات ضد (29-7).
في يناير 2013، قام مستشفى في بادوا بالاعتراف بأولياء الأمور المثليين لأول مرة في إيطاليا. استبدل المستشفى كلمات «الأم» و «الأب» مع كلمة «الولي» المحايدة بين الجنسين. في أغسطس 2013، اقترح أحد أعضاء مجلس مدينة البندقية استبدال كلمتي «الأم» و «الأب» في الوثائق المحلية (في مبنى المدرسة المحلية) بالكلمات «الولي 1» و «الولي 2» ("Genitore 1" و "Genitore 2"). فتح المشروع نقاشا تدخل فيه وزير التكامل، سيسيل كيينجي، وأثنى على العرض. لم يتم تطبيق الاقتراح في وقت لاحق. ثم وصل اقتراح البندقية في بولونيا، حيث اقترح الجهاز التنفيذي للمدينة قرارًا بديلاً ، لاستبدال كلمتي «الأب» و«الأم» ب«الولي» و«الولي الآخر» ('Genitore ' and 'Altro Genitore').
في كانون الثاني/يناير 2015، وافق مجلس مدينة روما، في تصويت 32 صوتا لصالح مقابل 10 أصوات ضد (32-10)، على سجل الاتحاد المدني، مما سمح بتسجيل الاتحادات المدنية المثلية والمغايرة في المدينة. دخل السجل حيز التنفيذ في 21 مايو 2015.
في ذلك اليوم، قام 20 من الشركاء - 14 منهم من المثليين و6 من المغايرين على التوالي - بإحكام التزامهم تجاه بعضهم البعض في قاعة بلدية مدينة روما.
وفي 4 آذار/مارس 2015، صوتت الجمعية الإقليمية الصقلية في تصويت 50 صوتا لصالح مقابل و 5 أصوات ضد وامتناع 15 عن التصويت، (50-5-15) لإنشاء سجل إقليمي للاتحاد المدني يسمح للشركاء، سواء كانوا مغايرين جنسياً أو مثليين جنسياً، بالاستمتاع بكل منفعة حكومية إقليمية. كان القانون مرغوبًا به بشكل خاص من قبل روزاريو كروتشيتا، أول رئيس مثلي الجنس علني لإقليم صقلية. تعتبر ليغوريا وصقلية المنطقتان الوحيدتان بهذا التشريع.